# Mathieu Serradori
Pas d'image ? Cliquez ici
Mathieu Serradori,  né le 5 Octobre 1979 à Fréjus (Var), est un chef d'entreprise et pilote auto et moto de rallye-raid français.

## Biographie
| Image externe |                   |
|               | Mathieu Serradori |

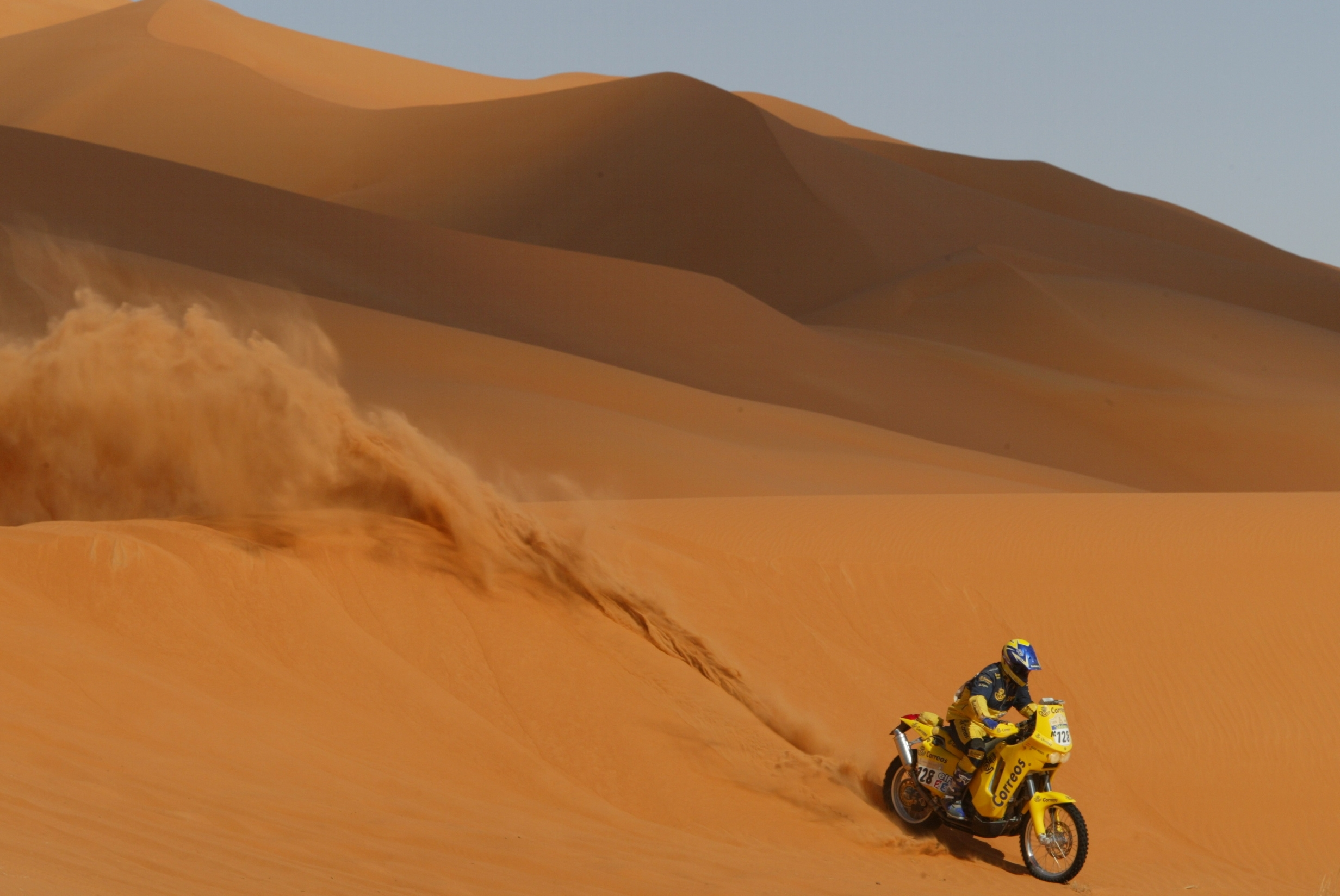
Mathieu Serradori au Rallye Dakar 2009

Le varois Mathieu Serradori est chef d'entreprise dans le secteur de l’électricité et des travaux publics.
La passion de l’enduro l'a emmené à disputer trois Dakar à moto entre 2009 et 2012.
Il aborde la catégorie auto avec un buggy Predator X18 en 2014. Mathieu Serradori remporte la catégorie deux roues motrices du Rallye du Maroc 2016 puis, en 2018, l’Africa Eco Race devant Vladimir Vasilyev et sa Mini.
En 2019 il revient au Dakar sur quatre roues avec un buggy CR6 du Sud-Africain Century Racing. Dès 2020, associé au copilote Fabian Lurquin, il se fait remarquer en remportant la 8e étape du rallye devant Fernando Alonso. Il est le premier pilote amateur à s’imposer devant les pilotes professionnels depuis 32 ans; le dernier amateur à avoir réussi cet exploit est le garagiste belge Guy Deladrière.